# Golf la Jocurile Olimpice de vară din 2024
Probele sportive de golf la Jocurile Olimpice de vară din 2024 s-au desfășurat pe Le Golf National în Guyancourt. Au concurat 120 de sportivi, câte 60 în fiecare probă. Proba masculină va avea loc în perioada 1–4 august 2024, în timp ce proba feminină se va desfășura în perioada 7–10 august 2024.

## Clasament pe medalii
| Loc   | Țară                       | Aur | Argint | Bronz | Total |
| ----- | -------------------------- | --- | ------ | ----- | ----- |
| 1     | Noua Zeelandă              | 1   | 0      | 0     | 1     |
| 1     | Statele Unite ale Americii | 1   | 0      | 0     | 1     |
| 2     | Germania                   | 0   | 1      | 0     | 1     |
| 2     | Marea Britanie             | 0   | 1      | 0     | 1     |
| 3     | China                      | 0   | 0      | 1     | 1     |
| 3     | Japonia                    | 0   | 0      | 1     | 1     |
| Total | Total                      | 2   | 2      | 2     | 6     |

## Medaliați
| Probă            | Aur                                                  | Argint                                 | Bronz                            |
| Masculin detalii | Scottie Scheffler · Statele Unite ale Americii (USA) | Tommy Fleetwood · Marea Britanie (GBR) | Hideki Matsuyama · Japonia (JPN) |
| Feminin detalii  | Lydia Ko · Noua Zeelandă (NZL)                       | Esther Henseleit · Germania (GER)      | Lin Xiyu · China (CHN)           |